# Четиридесет и девети пехотен калимански полк
Четиридесет и девети пехотен калимански полк е български пехотен полк, формиран през 1912 година и взел участие в Балканската, Междусъюзническата, Първата и Втората световна война.

## Формиране
Историята на полка започва през септември 1912 година, когато в Кюстендил от състава на 13-и пехотен рилски и 26-и пехотен пернишки полк се формира Четиридесет и девети пехотен полк, който е в четиридружинен състав. 

## Балкански войни (1912 – 1913)
Полкът е формиран във връзка с избухването на Балканската война (1912 – 1913), като влиза в състава на 3-та бригада от 7-а пехотна рилска дивизия. Участва и в Междусъюзническата война (1913), след края на която през август 1913 е разформирован.

## Първа световна война (1915 – 1918)
Полкът е формиран отново във връзка с мобилизацията за Първата световна война (1915 – 1918) през октомври 1915 г. в Русе от състава на 2-ри пехотен искърски и 5-и пехтоен дунавски полк. Влиза в състава на 3-та бригада от 5-а пехотна дунавска дивизия
При включването на България във войната полкът разполага със следния числен състав, добитък, обоз и въоръжение:
|  | Числен състав                                                                   | Добитък   | Обоз                                     | Въоръжение                           |
|  | ------------------------------------------------------------------------------- | --------- | ---------------------------------------- | ------------------------------------ |
|  | Дружини: 3 Картечни роти: 1 Офицери: 45 Чиновници: 3 Подофицери и войници: 3425 | Коне: 366 | Обикновени: 81 Товарни: 194 Специални: 3 | Пушки и карабини: 3425 Картечници: 4 |

След края на войната, през октомври 1918 година е демобилизиран и разформирован.

## Втора световна война (1941 – 1945)
За участие във Втората световна война (1941 – 1945) полкът е формиран на основание служебно писмо № IV 92 от 21 септември 1943 под името 489-и пехотен калимански полк в Щип. Влиза в състава на 17-а пехотна щипска дивизия от Пета българска армия. Разформиран е съгласно заповед № 94 от 9 октомври 1944.

## Наименования
През годините полкът носи различни имена според претърпените реорганизации:
- Четиридесет и девети пехотен полк (септември 1912 – октомври 1918)
- Четиридесет и девети пехотен калимански полк (21 септември 1943 – 9 октомври 1944)

## Командири
Званията са към датата на заемане на длъжността.
| №  | звание       | име               | дати                                       |
| -- | ------------ | ----------------- | ------------------------------------------ |
| 1. | Полковник    | Иван Попов        | Балканска война                            |
| 2. | Подполковник | Иван Гешев        | Първа световна война (към 1 октомври 1915) |
| 3. | Подполковник | Васил Велев       | Първа световна война                       |
| 4. | Подполковник | Георги Тумангелов | 1943 – 1944                                |
| 5. | Полковник    | Ради Балабански   | до 13 септември 1944                       |